# Škaljari
Škaljari su naselje u Boki kotorskoj, u općini Kotor.

## Stanovništvo

### Nacionalni sastav
Po popisu iz 2003. godine.
- Crnogorci – 55%
- Srbi – 18%
- Hrvati – 12%
- Ostali – 15%

## Poznate osobe
- Miro Glavurtić[2]
- Ivan Brkanović[3]
- Željko Brkanović